# Condado de Grayson (Texas)
O condado de Grayson é um dos 254 condados do estado norte-americano do Texas. A sede do condado é Sherman, e sua maior cidade é Sherman.
O condado possui uma área de 2 536 km² (dos quais 118 km² estão cobertos por água), uma população de 110 595 habitantes, e uma densidade populacional de 46 hab/km² (segundo o censo nacional de 2000).
O condado foi criado em 1846.